# Tabwakea

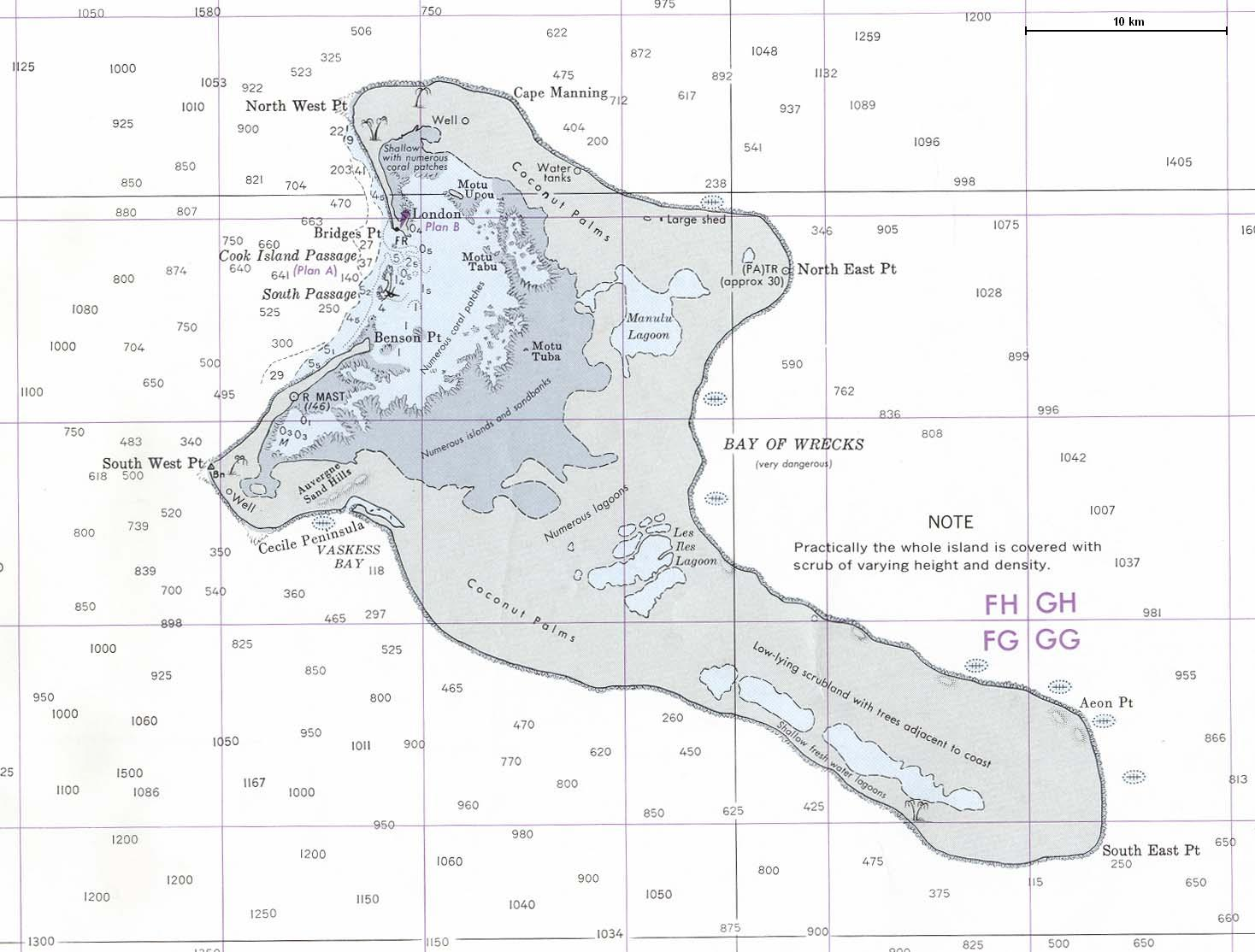
Tabwakea ist im Norden dieser Karte eingezeichnet.

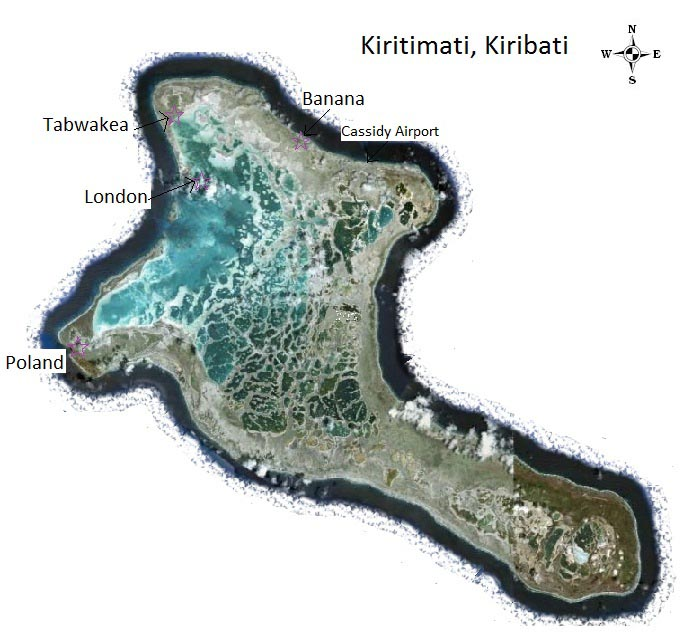
Satellitenaufnahme (2012) mit sämtlichen benannten Orten auf Kiritimati.

Tabwakea (früher: Tabakea; gilbertesisch für „Schildkröte“) ist neben London die Hauptsiedlung auf dem Atoll Kiritimati (Christmas Island) im Inselstaat Kiribati im Zentralpazifik. 2020 wurden 3522 Einwohner gezählt (2010: 2311 Einwohner), damit ist der Ort der größte auf Kiritimati.

## Geographie
Tabwakea liegt an der nördlichen Landzunge des Atolls, nur etwa 2 km nördlich von London, das auf der Südspitze dieser Landzunge liegt. Die einzige nennenswerte Straße verbindet die Orte mit Banana im Osten, wo sich auch das Flugfeld befindet. Es gibt einen Bootsanleger, und etwa 1 km nördlich der Siedlung befindet sich das Kap Northwest Point. Tabwakea liegt 224 km nördlich des Äquators. Der Hauptort Napia der Insel Tabuaeran (Fanning Island) ist etwa 300 km (nordwestliche Richtung) entfernt, die Insel Teraina (Washington Island) rund 450 km (ebenfalls nordwestliche Richtung) und die Hauptstadt Kiribatis, South Tarawa auf dem Tarawa-Atoll, mehr als 3250 km.
Tabwakea verfügt über Palmenpflanzungen, die an der Nordspitze der Insel gedeihen.